# David Fairchild
Pour les articles homonymes, voir Fairchild.
David Grandison Fairchild est un botaniste américain, né le 7 avril 1869 dans le Michigan et mort le 6 août 1954. Il a introduit plus de 200 000 espèces de plantes aux États-Unis.

## Œuvre
Il travaille pour le service de production végétale à Washington D.C. à partir de 1889. De 1898 à 1903 il est assistant auprès de Barbour Lathrop chargé de la découverte de nouvelles plantes d’intérêt économique. De 1903 à 1928, il est chargé de recherche, à partir de 1933, il travaille pour le compte du service chargé de l’introduction des plantes exogènes. Il obtient son titre de docteur à l’Oberlin College en 1916. Dans le cadre de ses activités, il voyage beaucoup notamment en Australasie.
Fairchild est l’auteur de plusieurs livres de vulgarisation comme Exploring for plants (New York, 1930), The World was my garden. Travels of a plant Explorer (New York et Londres, 1938), Garden Islands of the Great East (New York, 1943) et The World grows round my door (New York, 1947).
Sur l'étude de l'introduction des plantes exogènes aux États-Unis, on peut citer par exemple "Japanese Bamboos and their Introduction to America " (USDA Bulletin No. 43, 1903, réédité aux États-Unis un siècle plus tard)

### Source
Biographie de l’herbier national des Pays-Bas